# Медаль Независимости
Медаль Независимости — государственная награда Польской Республики.

## История
Учреждена Указом Президента Польской Республики от 7 ноября 1930 года.
С инициативой учреждения знака отличия для граждан, которые своей активной деятельностью способствовали восстановлению и укреплению независимости государства, выступила в декабре 1928 года видный деятель Польской социалистической партии Александра Пилсудская. Тогда же была создана комиссия по рассмотрению предложений по учреждению новых знаков отличия. В результате работы комиссии был принят проект креста и медали Независимости, автором которого был проф. М. Котарбинский.

## Положение
Согласно Положению, медалью Независимости награждались граждане Польской Республики:
- за активное участие в борьбе за восстановление независимости Польши;
- за активное участие в борьбе против царизма;
- за активное участие в Январском восстании 1863 — 1864 годов и революционных событиях 1905 — 1907 годов;
- за мужество и отвагу, проявленные в боевых действиях за независимость Польши как в период до 1914 года, так и во время первой мировой войны, а также в период 1918 — 1920 годов (за исключением польско-советского военного конфликта).

Право награждения медалью Независимости принадлежало Президенту Республики.
Лица, награждённые медалью Независимости должны были внести в государственную казну стоимость изготовления полученной награды.

## Описание
Медаль Независимости круглая диаметром 35 мм. Изготавливалась из бронзы.
На лицевой стороне медали, в круге, помещено изображение трёх гидр (символ трех держав-завоевательниц), пронзенных тремя мечами.
По окружности лицевой стороны медали — надпись: «BOJOWNIKOM NIEPODLEGLOSCI». В нижней части изображен маленький треугольник, направленный вершиной вниз.
На оборотной стороне медали в центре две буквы: «RP».
Все надписи и изображения выпуклые. По окружности с обеих сторон медаль окаймлена бортиком.
Медаль при помощи ушка и кольца соединяется с лентой.

## Лента
Лента медали шелковая муаровая чёрного цвета с двумя красными продольными полосками по бокам. Ширина ленты 35 мм, ширина красных полосок 3 мм каждая. Полоски отстоят от краев ленты на расстоянии 1 мм.